# Mimoropica papuana
Mimoropica papuana là một loài bọ cánh cứng trong họ Cerambycidae.